# Балти (династия)
Вижте пояснителната страница за други значения на Балти.
Балтите (на латински: Balti, Balthen, Baltungs, Balthings) са вестготска фамилия от 5 век.
Най-известни нейни представители са Аларих I и Аларих II.
Списък на Балтите:
1. NN
  1. Атаулф, † убит август/септември 415, ∞ I NN, остгот; ∞ II 414 Гала Плацидия, дъщеря на император Теодосий I, † 27 ноември 450, [1]
  2. Дъщеря; ∞ Аларих I, * 370/375, † 410 при Козенца, крал на вестготите 395 – 410; ∞ NN, сестра на крал Атаулф, [2]
    1. Теодерих I (син или зет), крал на вестготите 418 – 451, X 451 в Битката на Каталаунските поля [3]
      1. Торизмунд, крал 451, † убит 453 [4]
      2. Теодерих II, крал 453, † убит началото на 466 [5]
      3. Фредерих
      4. Ойрих, * ok. 440, † 28 декември 484, крал 466, ∞ Рагнахилд [6]
        1. Аларих II, * ок. 460, X 507 в Битката при Вуйе, крал 484, ∞ Теудигота, Дъщеря на Теодорих Велики (от рода на Амалите) [7][8]
          1. (извънбрачно) Гезалех, крал 507, † убит 511
          2. Амалрих, * 502, X 531, крал 511; ∞ Хротехилдис, дъщеря на Хлодвиг I, † 531 (меровинги)

      5. Дъщеря; ∞ Рехиар, X 457, крал на свевите
      6. Дъщеря; ∞ Хунерик, крал на вандалите, † 484